# Monte Goztepe
O monte Goztepe (em turco: Göztepe Dağı) ou monte Colibaba (Kolibaba Dağı) é uma montanha de 2 594 metros de altura que determina a fronteira dos distritos de Varto e Bulaneque na província de Muxe, na Turquia. Está localizado ao sul das montanhas Hamurperte e ao norte das montanhas Bilijane. Está conectado ao sopé das montanhas Hamurperte após uma grande depressão que se estende do sudoeste ao nordeste. Existem mais de 20 aldeias no sopé da montanha.